# Viktor Torsjin
Viktor Torsjin, född 21 mars 1948 i Berlin, död 20 augusti 1993 i Minsk, var en sovjetisk sportskytt.
Han blev olympisk bronsmedaljör i snabbpistol vid sommarspelen 1972 i München.